# التحميل (مسلسل تلفزيوني)
التحميل (upload) هو مسلسل تلفزيوني كوميدي هزلي أمريكي خيالي علمي تم إنشاؤه بواسطة جريج دانيلز والذي عرض لأول مرة في 1 مايو 2020 على أمازون برايم فيديو .

## روابط خارجية
- التحميل على موقع IMDb (الإنجليزية)
- التحميل على موقع ميتاكريتيك (الإنجليزية)
- التحميل على موقع روتن توميتوز (الإنجليزية)
- التحميل على موقع كينوبويسك (الروسية)
- التحميل على موقع ألو سيني (الفرنسية)
- التحميل على موقع قاعدة بيانات الفيلم (الإنجليزية)